# Ronssoy
Ronssoy település Franciaországban, Somme megyében. Lakosainak száma 578 fő (2022. január 1.). Ronssoy Bony, Hargicourt, Lempire, Épehy, Templeux-le-Guérard és Villers-Faucon községekkel határos.

## Népesség
A település népessége az elmúlt években az alábbi módon változott:
| Lakosok száma | 583  | 586  | 593  | 587  | 588  | 591  | 586  | 582  | 578  |
|               | 2013 | 2015 | 2016 | 2017 | 2018 | 2019 | 2020 | 2021 | 2022 |